# Mol (polskie przedsiębiorstwo)
MOL Sp. z o.o. – założona w 1991 roku firma informatyczna z siedzibą w Gdyni, zajmująca się produkcją oprogramowania dla bibliotek.

## Oprogramowanie
Firma produkuje cztery główne programy z przeznaczeniem dla różnych rodzajów bibliotek, z czego dystrybuuje trzy – Libra NET, PATRON i MOLIO. Czwarty program (MOL NET+) jest dystrybuowany przez firmę VULCAN.
Do 2014 roku wszystkie programy były oparte na serwerze baz danych Microsoft SQL Server i funkcjonowały pod Windowsem. Pierwsze wersje oprogramowania MOL i Libra funkcjonowały w systemie MS-DOS z plikową bazą opartą na bibliotece B-Tree Filer (Turbo Pascal).
Libra NET i MOL NET+ są systemami chmurowymi (SaaS) dostępnymi od 2014 roku. Oznacza to, że zarówno programy dla czytelników, jak i dla samej biblioteki, są dostępne przez przeglądarkę internetową. Ponadto katalog dla czytelników (OPAC) jest dostępny na urządzeniach mobilnych oraz zgodny z WCAG.
Ponadto firma produkuje i dystrybuuje programy dodatkowe stanowiące część systemu bibliotecznego: katalog dla czytelników OPAC (ang. Online Public Access Catalog), Serwer Z39.50, katalog rozproszony MultiOPAC (oparty na protokole Z39.50 katalog dla czytelników).
W czerwcu 2024 firma ogłosiła powstanie MOLIO, czyli aplikacji bazującej na platformie FOLIO z dodatkami umożliwiającymi obsługę polskich bibliotek. FOLIO jest produktem EBSCO i jest zbiorem aplikacji funkcjonujących na bazie architektury mikrousług.

## Statystyki
Według danych Instytutu Informacji Naukowej i Bibliotekoznawstwa AP w Krakowie na 2006 rok MOL był jednym z największych polskich producentów oprogramowania dla bibliotek.
| Program     | Producent         | Liczba instytucji | Liczba stanowisk |
| ----------- | ----------------- | ----------------- | ---------------- |
| MOL Optivum | MOL               | 7500              | b.d.             |
| MAK         | BN                | 1870              | b.d.             |
| Sowa        | Sokrates          | 980               | 3900             |
| Libra       | MOL               | 386               | 560              |
| Prolib      | Max Elektronik    | 145               | 1847             |
| Patron      | MOL               | 59                | 260              |
| Mateusz     | Mirosław Domański | 17                | 53               |

Według ankiet czasopisma Biblioteka w Szkole z kwietnia 2023 (próba 1900 osób):
- 54% ankietowanych używa programu firmy Mol (31% używa innego programu, 15% nie używa żadnego programu).
- Program otrzymał najwyższą, średnią ocenę w zestawieniu: 5,2 na 6 punktów.